# Municipio de Jefferson (condado de Louisa)
El municipio de Jefferson (en inglés: Jefferson Township) es un municipio ubicado en el condado de Louisa en el estado estadounidense de Iowa. En el año 2010 tenía una población de 255 habitantes y una densidad poblacional de 3,04 personas por km².

## Geografía
El municipio de Jefferson se encuentra ubicado en las coordenadas 41°8′41″N 91°5′56″O / 41.14472, -91.09889. Según la Oficina del Censo de los Estados Unidos, el municipio tiene una superficie total de 83.78 km², de la cual 74,4 km² corresponden a tierra firme y (11,2 %) 9,38 km² es agua.

## Demografía
Según el censo de 2010, había 255 personas residiendo en el municipio de Jefferson. La densidad de población era de 3,04 hab./km². De los 255 habitantes, el municipio de Jefferson estaba compuesto por el 93,33 % blancos, el 2,75 % eran amerindios, el 1,57 % eran de otras razas y el 2,35 % eran de una mezcla de razas. Del total de la población el 1,18 % eran hispanos o latinos de cualquier raza.